# Bandera de Egipto
La bandera nacional de Egipto fue adoptada el 4 de octubre de 1984. Es una bandera compuesta por tres franjas horizontales del mismo tamaño de color rojo (la superior), blanco (la central) y negro (la inferior). El color rojo alude a la historia del país, está adoptado de la bandera que se usó durante el siglo XIX, pero el origen de los elementos de esta bandera es otomano. El blanco representa la Revolución de 1952 que permitió la deposición incruenta del rey Faruk I y que acabó con la definitiva proclamación de la República tras derrocar a Fuad II al año siguiente. El color negro simboliza el final de la opresión que ejerció el colonialismo británico sobre el pueblo egipcio. En la parte central de la bandera aparece representado, dentro de la franja de color blanca, el escudo de Egipto.

## Historia
A principios del siglo XIX Mehmet Alí, pachá otomano de Egipto, creó la que se puede considerar como la primera bandera nacional del país. Estaba compuesta por tres medias lunas (símbolo del Islam) con tres estrellas de cinco puntas a la derecha de cada una de ellas, sobre fondo rojo. Existen dos posibles interpretaciones de esta bandera: la primera defiende que significa la victoria de los Ejércitos Egipcios en tres continentes (África, Europa y Asia), mientras que la otra teoría propone que significa la soberanía de Mehmet Ali sobre Egipto, Nubia y Sudán.
Cuando en 1914 el Reino Unido convirtió a Egipto en un protectorado (aunque los británicos ya controlaban en realidad el país desde 1882), no modificó la bandera existente.
En 1922, el Reino Unido reconoció la independencia del país, y se adoptó una nueva bandera, esta vez compuesta por una media luna con tres estrellas sobre fondo verde.
En 1952, el Movimiento de Oficiales Libres depuso al rey Faruk I y un año más tarde proclamó definitivamente la República. El nuevo gobierno creó una nueva bandera, formada por tres franjas (roja-blanca-negra) como la actual, pero el águila portaba una media luna y unas estrellas.
En 1958 Egipto y Siria se unieron, formando la República Árabe Unida. La bandera del nuevo Estado era igual que la anterior, pero en vez de escudo tenía dos estrellas verdes de cinco puntas (que representaban a los dos países). Aunque la unión se deshizo en 1961, Egipto continuó usando la misma bandera hasta el 1 de enero de 1972, fecha en la que se adoptó una bandera muy semejante a la actual, pero que contaba con algunas pequeñas diferencias en el diseño del escudo. Esta bandera estuvo en vigor hasta la adopción de la actual en 1984.